# سرم حقیقت (ئی‌پی)
سرم حقیقت (به انگلیسی: Truth Serum) نخستین آلبوم چندآهنگه از از خواننده-ترانه‌پرداز سوئدی تو لو می‌باشد. این خواننده در سال ۲۰۱۰ با وارنر/چپل موزیک قراردادی امضا کرد که منجر به همکاری او با هنرمندانی همچو گرلز الاود و آیکونا پاپ شد و در این بازۀ زمانی وی در رابطۀ با وضع بسیار سختی نیز قرار داشت پس در نهایت شروع به آهنگ‌سازی ترانه‌هایی در رابطه با این موضوع کرد. وی بعداً تصمیم گرفت ترانه‌ها را برای خودش نگه‌دارد زیرا آن‌ها را بسیار شخصی درنظر گرفته بود.